# Johan 1. af Luxemburg, herre af Ligny
Johan 1. af Luxemburg, herre af Ligny (fransk: Jean Ier de Luxembourg-Ligny) (død 17. maj 1364), var herre af Ligny, Beauvoir og Roussy.
Johan 1. var søn af Walram 2. af Luxemburg, herre af Ligny.
Johan 1. blev far til Guido 1. af Luxemburg, greve af Ligny.